# Запрудских, Виталий Иванович
Виталий Иванович Запрудских (1 января 1991, Тамбов) — российский футболист, защитник, полузащитник клуба «Спартак» (Тамбов).

## Биография
Начинал играть во втором дивизионе за «Сибирь-2» Новосибирск — в августе — октябре 2008 провёл пять игр, во всех выходил на замену в концовке матча. В сезонах 2008—2011/12 выступал за любительскую команду «Сибири» в первенстве ЛФЛ. В 2010 году также сыграл 26 матчей в первенстве дублёров. В сезонах 2011/12 — 2012/13 в первенстве ПФЛ провёл 45 игр за «Сибирь-2». В 2013 году сыграл 22 матча в первенстве ФНЛ за «Сибирь», забил один гол. Зимой 2013/14 перешёл в клуб ФНЛ «Балтика» Калининград, в составе которого до конца сезона 2015/16 провёл 51 игру, забил два гола. Первую половину сезона 2016/17 отыграл в ФНЛ за «Тамбов», затем выступал в ПФЛ в клубах «Сочи» (2017), «Зоркий» Красногорск (2017, 2018—2019), «Волгарь» Астрахань (2018). Летом 2019 перешёл в клуб чемпионата Армении «Ной» Ереван.

## Достижения
- Обладатель Кубка Армении: 2019/20